# Драчёв, Иван Леонтьевич
Иван Леонтьевич Драчёв (13 июня 1903, Новотравное, Тобольская губерния — 16 февраля 1983, Курган) — советский государственный и партийный деятель, первый секретарь Усть-Уйского райкома КПСС, Курганская область, Герой Социалистического Труда (1957).

## Биография
И.Л. Драчёв родился 13 июня 1903 года в семье крестьянина-бедняка в селе Новотравное Ларихинской волости Ишимского уезда Тобольской губернии, ныне село — административный центр Новотравнинского сельского поселения Ишимского района Тюменской области.
С ранних лет был подпаском, помогал отцу пасти скот. В 1920 году вступил в комсомол, прошёл курсы ликбеза, занимался организацией комсомольских ячеек, сбором продовольствия для голодающих. Был избран председателем Новотравнинского сельского Совета.
В 1928 году комсомольской организацией был рекомендован на работу в органы милиции. Работал участковым Ишимского отдела городской милиции.
В 1930 году переведён уполномоченным уголовного розыска в Армизонский район.
В 1931 году вступил в ВКП(б), в 1952 году партия переименована в КПСС.
После учёбы на юридических курсах был переведен на работу народным следователем Бердюжской районной прокуратуры и затем был назначен прокурором.
С 1934 года прокурор Октябрьского района, помощник прокурора Челябинской области.
С 1942 года на советской и партийной работе в районах Челябинской, а с 1943 года вновь образованной Курганской области. В 1942 году был назначен председателем Сафакулевского райисполкома. С 1943 года — первый секретарь Сафакулевского райкома партии. С 1947 по 1951 годы возглавлял партийную организацию Кировского района.
В 1951 году избран первым секретарем Усть-Уйского райкома КПСС. Прозорливость, принципиальность, организаторский талант, ответственность и исключительная работоспособность первого секретаря райкома сыграли исключительную роль, когда партийной организации Усть-Уйского района пришлось играть одну из ключевых ролей в Курганской области по освоению целинных и залежных земель.
В 1954 году райком партии превратился в своеобразный «боевой» штаб. Группы по землеустройству готовили карты и схемы. Специалисты райзо спешили сюда с расчетами по нуждам в тракторах, сельхозмашинах, стройматериалах и кадрах. Специальная комиссия изыскивала квартиры и помещения для расселения первоцелинников. Создавались десятки курсов и школ для обучения людей механизаторским и строительным специальностям. Подыскивались места и оборудование для размещения столовых, заправочных станций и хранилищ для горюче-смазочных материалов.
Весной 1954 года Усть-Уйский район принял первые отряды целинников. В эти дни И. Д. Драчёв был лично ответственным за прием, размещение, организацию быта тысячи новоселов, прибывавших группами из Кургана, Свердловска, Куйбышева, Подмосковья. Целинные земли потребовали иной предпосевной обработки. Приходилось учиться, проверять, испытывать, менять технологию вспашки, отступая от устоявшихся правил и норм. Но уже в первую целинную весну было распахано около 50000 гектаров новых земель.
За первый год Целинной эпопеи Курганская область была отмечена Центральным комитетом Коммунистической партии в числе лучших, а в области Усть-Уйский район были в числе передовых — каждый засеянный целинный гектар дал по 10 центнеров хлеба. Вторая целинная весна была такой же боевой и напряженной. Было распахано и засеяно до 100 тысяч гектаров целинных земель. А осенью с каждого из них собрали по 14 центнеров зерна.
В 1956 году район отправил Родине уже 5,5 миллиона пудов зерна, в два с лишнем раза больше, чем его было сдано государству в 1953 году. Это победа была достойно оценена, десятки хлеборобов за доблестный труд были награждены орденами и медалями.
Указом Президиума Верховного Совета СССР от 11 января 1957 года за особые заслуги в освоении целинных и залежных земель, проведении уборки урожая и хлебозаготовок в 1956 году Драчёву Ивану Леонтьевичу присвоено звание Героя Социалистического Труда с вручением ордена Ленина и Золотой медали «Серп и молот».
На посту секретаря Усть-Уйского района И. Л. Драчёв трудился десять лет. После выхода на пенсию переехал на жительство в областной центр — город Курган. Работал начальником отдела кадров строительно-монтажного поезда № 287, а затем руководителем Южно-Уральской бассейновой инспекции.
Иван Леонтьевич Драчёв скончался 16 февраля 1983 года. Похоронен на Новом Рябковском кладбище города Кургана Курганской области, на центральной аллее.

## Награды
- Герой Социалистического Труда, 11 января 1957 года[4]
  - Орден Ленина № 297312
  - Медаль «Серп и Молот» № 7098
- Юбилейная медаль «Тридцать лет Победы в Великой Отечественной войне 1941—1945 гг.»
- Медаль «За доблестный труд в Великой Отечественной войне 1941—1945 гг.»
- Медаль «Ветеран труда»
- Медаль «За освоение целинных земель»
- Знак «50 лет пребывания в КПСС»
- Знак ЦК ВЛКСМ «За активную работу с молодежью»

## Память
- Мемориальная доска на здании Межмуниципального отдела МВД России «Ишимский», Тюменская область, город Ишим, ул. Гагарина, 60 — 56°06′30″ с. ш. 69°27′19″ в. д.HGЯO[5]

## Семья
Отец Драчев Леонтий Степанович (1864—?), мать Агафья Викторовна (1864—?).
Жена Драчева Полина Викторовна (октябрь 1917 — июнь 2001)